# Киселёв, Геннадий Алексеевич
Генна́дий Алексе́евич Киселёв (12 сентября 1916 — ?) — советский партийный деятель, дипломат. Чрезвычайный и полномочный посол.

## Биография
Член ВКП(б). Был 2-м секретарём Владимирского областного комитета ВКП(б)—КПСС
- В 1955—1958 годах — советник посольства  СССР в Польше.
- В 1958—1960 годах — советник-посланник посольства в Польше.
- В 1959 году — временный поверенный в делах СССР в Польше.
- В 1960—1965 годах — заместитель начальника Управления кадров МИД СССР.
- С 22 декабря 1965 по 24 сентября 1968 года — чрезвычайный и полномочный посол СССР в Швейцарии[1].
- С 1968 года — заместитель заведующего отделом ЦК КПСС.